# شاعر الراية (برنامج)
شاعر الراية برنامج مسابقات شعر شعبي تنظمه هيئة الإذاعة والتلفزيون السعودية. بدأ عرض الموسم الأول منه على قناة السعودية يوم السبت 17 سبتمبر 2022، ويهدف لدعم الأدب والشعر واكتشاف المواهب، ويقدمه سعيد بن مانع ونهى نبيل.
ويشارك في البرنامج 30 شاعراً يتنافسون في عشر حلقات تعرض على الهواء مباشرة. واختير الأمير بدر بن عبد المحسن شخصية رمزية للبرنامج.

## أعضاء لجنة التحكيم
- ناصر السبيعي.
- نايف صقر (الموسم الأول والثاني).
- خالد المريخي.[4]
- سعيد السريحي (من الموسم الثاني).[5]

## الجوائز
يتجاوز مجموع جوائز برنامج مسابقة (شاعر الراية) مليوني ريال سعودي، مقسمة على ستة فائزين:
1. المركز الأول مليون ريال (ولقب شاعر الراية).
2. المركز الثاني 500 ألف ريال.
3. المركز الثالث 300 ألف ريال.
4. المركز الرابع 200 ألف ريال.
5. المركز الخامس 50 ألف ريال.
6. المركز السادس 50 ألف ريال.[6]

## الفائزون

### شاعر الراية الموسم الأول 2022
| المركز | الفائز          | الدولة   | الجائزة      | مصدر  |
| ------ | --------------- | -------- | ------------ | ----- |
| 1      | مزيد الوسمي     | الكويت   | مليون ريال   |       |
| 2      | صالح النشيرا    | قطر      | 500 ألف ريال |       |
| 3      | ضيف الله الأزلع | السعودية | 300 ألف ريال |       |
| 4      | عثمان الشهري    | السعودية | 200 ألف ريال |       |
| 5      | خالد الحويكم    | السعودية | 50 ألف ريال  |       |
| 6      | رفعان العرجاني  | السعودية | 50 ألف ريال  | [ 7 ] |

### شاعر الراية الموسم الثاني 2023
| المركز | الفائز         | الدولة   | الجائزة      | مصدر        |
| ------ | -------------- | -------- | ------------ | ----------- |
| 1      | سعد بن عدال    | السعودية | مليون ريال   |             |
| 2      | فهد بن قطنان   | السعودية | 500 ألف ريال |             |
| 3      | عساف أبو اثنين | السعودية | 300 ألف ريال |             |
| 4      | عويد الشهراني  | السعودية | 200 ألف ريال | [ 8 ] [ 9 ] |

### شاعر الراية الموسم الثالث 2024
| المركز | الفائز            | الدولة   | الجائزة      | مصدر          |
| ------ | ----------------- | -------- | ------------ | ------------- |
| 1      | فهد بجاد البقمي   | السعودية | مليون ريال   |               |
| 2      | أيمن الرويلي      | السعودية | 500 ألف ريال |               |
| 3      | لفى المطيري       | السعودية | 300 ألف ريال |               |
| 4      | عمر الهيت المطيري | الكويت   | 200 ألف ريال | [ 10 ] [ 11 ] |